# Michelle Meyer
 (mai 2024).
Si vous disposez d'ouvrages ou d'articles de référence ou si vous connaissez des sites web de qualité traitant du thème abordé ici, merci de compléter l'article en donnant les références utiles à sa vérifiabilité et en les liant à la section « Notes et références ».
 (mai 2024).
Michelle Meyer (née le 17 août 1941) est une femme de lettres et une femme politique française.

## Biographie
Michelle Meyer est professeur honoraire.
Elle anime des ateliers de lecture dans des centres sociaux culturels, des bibliothèques, des associations, des écoles et lycées. Elle anime des ateliers d'écriture dans le cadre de l'université populaire du Rhin à Mulhouse.

### Participations
- Anthologie Holderith, Poètes et Prosateurs d'Alsace, éd. Les D.N.A, 1978
- Poésie-Dichtung, Les Vosges du Nord, 1979
- "Voyages", BT2 pédagogie Freinet
- Le droit d'écrire, Les dossiers d'Aquitaine, 1982.
- La poésie populaire, Les dossiers d'Aquitaine, 1984.
- La poésie slovène, Les dossiers d'Aquitaine, 1985.
- Léman, expressions sans rivages, La Manufacture, 1986.
- La liberté inachevée, L'Encrier, 1987.
- Le Rhin superbe, Vagabondages, 1988.
- Almanach luthérien, 1993.
- P.Béarn, L’érotisme dans la poésie féminine (thèse), éd. J.J. Pauvert, 1993.
- Planète Alsace, Conservatoire des Sites Alsaciens, 1996.
- F… des fleurs pour des femmes (anthologie), A.D.E.F, 1998.
- L'Anthologie des deux siècles, Les Dossiers d’Aquitaine, 2000.
- Poésie de Femme en Alsace : Alsace, Bretagne.
- Clin d’œil pour ma terre (anthologies), Les Cahiers du Rhin.
- Giovanni Dotoli, La poésie érotique féminine contemporaine, Hermann, 2011 (lire en ligne ).

### Poésie
- Les Imageries, 1970Prix Découverte Poésie
- Ma Révolution Prospective, 1974.
- Nouvelle Bilitis, 1979.
- Poèmes à crier pour que la terre puisse encore tourner, 1980.
- Ergon (mise en page et illustration), Ni Ève ni Vénus, 1980.
- L'Instinct de vie, 1981.
- La conscience des poètes, 1983.
- Comme un oiseau sur la branche, 1984.
- Un amour de mai, 1986Prix Gnafron
- Odyssée 21, 1986.
- Chansons bluettes, 1987.
- Glaneurs d'étoiles, 1988 (ISBN 2905871091).
- Noces marines  (ill. CLET), 1997.
- Le Jeu triangulaire, 2007.
- A l'écoute des mondes, 2009.
- Voluptés, 2010.

### Alsatiques
- Je te raconterai mon pays, 1977Prix de l'Académie française
- Je te raconterai l'Alsace  (ill. Kazem Rezvanian), 1990.
- Le Voyage extravagant de Cigonin Junior  (ill. Véronique Blondel), 1996.

### Romans
- Le Miroir sans tain, 1991 (ISBN 2905871113).
- La Lumière des années tendres, 1993.
- Fantasia dans la ville, 1994.
- La Grande Débandade du roi des cafards et de ses hussards (fable), 1999.
- L’Œil de la mémoire, 2002 (ISBN 2905871318).
- La Sulfureuse Alésia et Vert Bouteille dans le temple de la bière et du chou (nouvelle), 2005.

### Essais
- Le droit d'écrire, le droit d'être lu, 1980.
- Des images et des mots, 1982.
- Questions sur le Moyen-Orient, le Kurdistan, 1992.
- Les premiers temps de l’imprimerie, Jean Mentelin, 1996.

## Prix et distinctions
- 1970 : Prix découverte poésie Bordeaux pour Les Imageries
- 1972 : Prix des Poètes de l’Est Belfort
- 1972 : Médaille de la Ville de Mulhouse
- 1973 : Prix du Conseil mondial de la culture, Balerna Suisse italienne, médaille d’or du sonnet.
- 1979 : Prix Roberge de l’Académie française  pour Je te raconterai mon pays, bourse sur Fondation Roberge, titre à vie de Lauréate[2].
- 1981 : Lauréate de l'Académie Léonard de Vinci pour l'ensemble de son œuvre[1].
- 1982 : Médaille de vermeil de l’École supérieure de culture française pour le rayonnement de la langue et de la culture française dans le monde.
- 1982 : Diplôme du mérite du Centre d’études internationales Léonard de Vinci Rome pour sa production poétique.
- 1986 : Grand Prix de poésie Gnafron pour Un amour de mai.
- 2006 : 1er prix de la nouvelle à Buis en Baronnies (revue Portique).
- 2006 : 1er prix de la nouvelle en Avignon.